# What Do I Have to Do
«What Do I Have to Do» — песня австралийской певицы Кайли Миноуг с её третьего студийного альбома Rhythm of Love (1990). В январе следующего, 1991 года была издана отдельным синглом. (Это был третий сингл с того альбома.)
В Великобритании сингл с песней «What Do I Have to Do» достиг 6 места (в национальном сингловом чарте).

## История создания
Песня была написана и спродюсирована авторским и продюсерским трио Сток, Эйткен и Уотерман.